# Río Condoto
Le río Condoto est une rivière de Colombie et un affluent du Río San Juan.

## Géographie
Le río Condoto prend sa source sur le versant ouest de la cordillère Occidentale, au nord du parc national naturel de Tatamá (département de Chocó). Il coule ensuite vers l'ouest avant de rejoindre le río San Juan au niveau de la municipalité de Condoto.